# Chenanisaurus
Chenanisaurus (il cui nome significa "lucertola del Chennane") è un genere estinto di dinosauro teropode abelisauride vissuto nel Cretaceo superiore, circa 68-65,95 milioni di anni fa (Maastrichtiano), nei fosfati del Bacino Ouled Abdoun in Marocco, Nord Africa. La specie tipo, C. barbaricus, è nota solo tramite resti frammentari e l'olotipo è costituito solo da un dentario parziale e quattro denti. Il nome del genere, Chenanisaurus, si riferisce alle miniere Sidi Chennane dove il fossile è stato scoperto.

## Descrizione
Il Chenanisaurus è un grande teropode abelisauride la cui lunghezza è stimata a circa 8 metri (26 piedi).
L'olotipo, etichettato come OCP DEK-GE 772, è stato descritto da Nicholas R. Longrich et al. che sono stati in grado di stabilire alcune autapomorfie. La mascella inferiore è alta, mentre il dentario è piegato in vista laterale. I forami neurovasculari orizzontali all'interno della ganascia sono collegati alle aperture per le scanalature vascolari, che si trovano in alto sulla superficie esterna del dentario. Il bordo anteriore superiore è curvato verso il basso. La sinfisi pubica della mandibola è molto robusta sul bordo anteriore. La caratteristica più evidente della mandibola è l'estrema altezza, soprattutto se confrontata con i denti relativamente più corti. Questo sembra indicare che la mascella era anche molto breve, con un accumulo ancora più estremo di quanto visto nel genere correlato Carnotaurus. La mascella si flette verso il basso anteriormente per terminare in un alto punto smussato. Sul retro vi è un elevato solco profondo con una fila di forami che si aprono verso l'alto in una serie di scanalature verticali. La posizione alta è una caratteristica fondamentale. Il lato esterno inferiore mostra un anello ornamentale di pozzi e creste intrecciate. Le piastre interdentali anteriori sono molto alte, ma si abbassano rapidamente verso la parte posteriore della mandibola. La base dei denti è a pianta rettangolare.
Il dentario contiene almeno dieci denti, relativamente sottili, ma nella parte anteriore hanno una sezione trasversale a forma di D con la convessità rivolta verso l'esterno; i posteriori sono a forma di coltello e sono più appiattiti. Gli "incisivi" sono più convessi ed hanno dalle cinque alle tredici dentellature per millimetro lineare alla base, fino ad otto alla sinfisi. I denti hanno piccole scanalature per i vasi sanguigni. Lo smalto ha una struttura irregolare senza ornamenti più chiari.

## Classificazione
Il Chenanisaurus è stato posto nella famiglia degli abelisauridae in posizione piuttosto basale al di fuori di Abelisaurinae e Carnotaurinae. La separazione del Gondwana verso la fine del Mesozoico ha probabilmente creato specie endemiche distinte per ogni continente.

## Paleobiologia
Il Chenanisaurus era un teropode predatore, come tutti gli abelisauridi noti alla scienza. Date le sue dimensioni, l'animale avrebbe potuto cacciare prede relativamente grandi. Il cranio e le fauci brevi ma profonde di questo abelisauride avevano una combinazione di caratteristiche (come i denti anteriori solidamente costruiti), che potrebbero indicare una specifica tattica di caccia, forse per azzannare i fianchi della preda e strappare grandi pezzi di carne. Negli stessi strati sono stati ritrovati anche dei resti di titanosauri, grandi sauropodi blindati con corpi pesanti che probabilmente avrebbero richiesto forti attacchi. I descrittori hanno indicato che anche altri continenti all'interno di Gondwana mostrano una combinazione di fauna costituita da titanosauri e abelisauri. La fauna del luogo era anche costituita dai crocodylomorpho Chenanisuchus e Ocepesuchus, le tartaruga Ocepechelon e Alienochelys, il plesiosauro Zarafasaura ed il mosasauro Halisaurus arambourgi.